# Hashem Aghajari
Hashem Aghajari (en persan : سیدهاشم آقاجری, né en 1957) est un historien, professeur d'université iranien. Il critique le régime de la république islamique d'Iran qui le condamne à mort en 2002 pour apostasie à cause d'un discours où il appelle les Iraniens à « ne pas suivre aveuglément » le clergé islamique.

## Biographie
Il est né en 1957. Vétéran de la guerre de 1980-88 contre l'Iraq, il y perd un frère et une jambe,.
Il enseigne l'histoire à l'université Tarbiat Modares (en), à Téhéran, depuis 1990. Il décroche un doctorat dans cette discipline en 1995.
Il est membre du mouvement qui soutient le président réformiste Khatami.

## Condamné pour apostasie
En juin 2001, à l'université d'Hamedan, il appelle à des réformes au sein du clergé chiite,. Dans un discours intitulé « Islamic Protestantism », il appelle à une réforme religieuse de façon que les fidèles cessent de « suivre aveuglément le clergé »,. Il est condamné en novembre 2002 à la peine capitale pour apostasie. Ce verdict soulève de nombreuses protestations, dans le monde, mais aussi en Iran même. Ses étudiants organisent plusieurs jours de manifestations,. Nasser Qavvami déclare que les propos de Hashem Aghajari ne justifient même pas une peine de prison. Le président Khatami lui-même juge le verdict « inapproprié ». En 2004, alors qu'il est détenu à la prison d'Evin, sa sentence est commuée en une peine de cinq ans d'emprisonnement avec interdiction d'enseigner pendant cinq ans à compter de sa sortie de prison,. Il est privé de ses droits civiques pour la même durée. Lors de ce second procès, il nie avoir porté atteinte à l'islam et affirme qu'il a seulement critiqué une interprétation des dogmes qui justifie l'oppression. Il est finalement libéré sous caution en août 2004,.

## Réflexions et prises de position
Il se prononce au sujet du crime d'apostasie lors d'un séminaire en 2008. Pour lui, les sources islamiques ne prévoient aucune disposition pour punir l'apostasie. Au contraire, dans le Coran, le prophète de l'islam se voit rappelé à son rôle de simple messager : « Tu n'es pas souverain sur eux. » Le clergé chiite ne saurait se prétendre supérieur à Mahomet, s'exclame-t-il. Nulle part le Coran ne valide la contrainte en matière de religion : le combat armé n'est justifié que contre les tyrans.
En 2014, il est à nouveau condamné, à un an de prison, pour propagande contre le régime. Il avait prononcé un discours à l'occasion de l'anniversaire du jeûne de protestation d'un prisonnier politique réformateur. Il est membre de l'Organisation des moudjahidines de la révolution islamique d'Iran (en), un mouvement politique réformiste.
Il donne des conférences à l'Institut d'études politico-économiques Porsesh de Téhéran sur la sociologie historique de l'Iran,.
En 2019, dans un article publié dans le magazine Iran-e Farda (« L'Iran demain »), il dénonce un régime politique rigide et incapable de se réformer. Il prévient : « La révolution se produit lorsque le système est rigide et ne permet pas un changement pacifique, démocratique et légal basé sur le dialogue. » Il constate qu'un fossé se creuse entre les dirigeants et la jeunesse du pays.
En 2023, il se joint à l'appel d'une quinzaine de penseurs religieux libéraux à soutenir Abdolhamid Ismailzahi, le chef de file de la minorité sunnite, dans sa résistance contre le régime iranien,.

## Publications
- Vahid  Zonourian, Maghsod Ali Sadeghi et Hashem Aghajari. « Exploring the role of mortmain in the lives of the poor (with an emphasis on the Rashid-al-din hamedani actions) » in Journal of Iran history, 2019[22].
- Siab Ali Babaei, Fatemeh Janahamadi et Hashem Aghajari. « The Historical Perspective of Isma’ ilis Philosophical Components » in Historical perspective & historiography, 2019[23].
- Hashem Aghajari, Simin Asihi et Somaye Habbasi. « Language and Time in the Narrative of the Political Women Memoir Writers of the Pahlavi Era » in Language related research, 2020[24].
- Mahboube Shafaeipour, Hashem Aghajari  et Janahmadi Fatemeh. « The Sultans and Faqih’ s relationships in Egypt in Mamluk era » in Journal of historical studies of islam, 2020[25].
- Seyed hashem aghajari et Mohsen Nourmohammad. « The Tudeh Party and the Marxist-Leninist Concept of the "National Question" in Iran (1941-1979) » in Historical sciences studies, 2021[26].

## Prix et distinctions
En 2003, il reçoit le prix Jan Karski de la Foundation for Moral Courage.